# Claude-France Arnould
Claude-France Arnould (Suresnes, 14 augustus 1953) is een Franse diplomate en topambtenaar die van januari 2011 tot januari 2015 bestuurder van het Europees Defensieagentschap was. Daarna was zij ambassadeur van Frankrijk in België van oktober 2015 tot juli 2019. Sinds juni 2001 is zij gevolmachtigd minister.  

## Biografie
Claude-France Arnould werd in 1953 nabij Parijs geboren. Zij heeft een aggregatie in klassieke letteren en is oud-leerling van de École normale supérieure (1972-1977) en van de École nationale d'administration (1979-1981). Zij heeft ook aan Sciences Po gestudeerd.
In 1981 begon Arnould haar carrière bij het ministerie van Buitenlandse Zaken als gezant in Noord-Amerika en vervolgens in het bestuur van Economische en Financiële Zaken. In 1987 werd zij benoemd tot secretaris-generaal van de École nationale d'administration, een positie die zij tot 1989 bekleedde.

## Europese carrière
Claude-France Arnould werd in 1989 adjunct-directeur van Europese Zaken bij het ministerie van Buitenlandse Zaken. Zij was belast met buitenlandse betrekkingen, handel, begroting en institutionele zaken. In 1994 ging zij naar Duitsland waar zij tot 1998 eerste adviseur van de ambassade was.
Van 1998 tot 2001 was zij directeur van Internationale en Strategische Zaken bij het secretariaat-generaal van de Nationale Defensie. Daarna werd zij lid van het secretariaat-generaal van de Raad van de Europese Unie, waar zij directeur van Defensiezaken werd.
Van november 2009 tot januari 2011 was zij aan het hoofd van de directie Crisisbeheersing en Planning van het secretariaat-generaal van de Raad van de Europese Unie.
Na haar mandaat als directeur van het Europees Defensieagentschap was zij van januari tot oktober 2015 speciale gezant voor ruimte in de Europese dienst voor extern optreden.

## Europees Defensieagentschap
Claude-France Arnould werd in 2011 de derde directeur van het Europees Defensieagentschap (EDA). Zij werd eerst voor drie jaar aan het hoofd van het EDA benoemd, waarna haar mandaat met een jaar verlengd werd.

## Ambassadeur in België
Arnould was van 2015 tot 2019 ambassadeur van Frankrijk in België. In juli 2019 werd zij tot diplomatieke adviseur voor ruimte van de Franse regering benoemd.

## Decoraties
- Commandeur in het Legioen van Eer
- Officier in de Nationale Orde van Verdienste
- Officier in de Orde van Verdienste van de Bondsrepubliek Duitsland
- Grootkruis in de Belgische Kroonorde
- Grootkruis in de Spaanse Orde van Militaire Verdienste